# Altias
Altias (Althias) foi um oficial bizantino de origem huna do século VI, ativo durante o reinado do imperador Justiniano (r. 527–565).

## Etimologia
Altias foi um comandante federado e como é possível verificar pela origem de seu nome, que tem uma origem turcomana. Seu nome é formado por Altï, o numeral "seis", e "as".

## Vida
Altias aparece em 533, quando era um dos nove comandantes (Cipriano, Cirilo, Doroteu, João, Marcelo, Martinho, Salomão e Valeriano) de tropas federados que participaram na expedição de Belisário na África. Na Batalha de Tricamaro de dezembro, foi um dos oficiais deixados na ala esquerda do exército imperial e é provável que foi um dos comandantes dos federados que, enquanto chefe do exército principal na Batalha de Cartago de setembro, ao tomar ciência da morte de Amatas, fugiu do rei Gelimero para informar Belisário do ocorrido. Após a partida de Belisário para Constantinopla em 534, Altias permaneceu na África.
Em 535, estava estacionado em Centúrias, na Numídia, como encarregado dos fortes locais. Quando o mouro Jaudas saqueou o país e tomou muito butim e cativos, comprometeu-se com a missão de recuperar os recursos e pessoas perdidas e notabilizou-se por isso. Reuniu os 70 hunos sob seu comando e tomou a única fonte abundante de água da área, a grande fonte em Tigisis. Altias e Jaudas (que queria a fonte para abastecer seus homens) enfrentaram-se em combate solo. Apesar do número reduzido de soldados, Jaudas sentiu-se aterrorizado por ele devido a sua destreza e Altias conseguiu matar seu cavalo enquanto fugia com seu exército. Altias pôde recuperar todo o butim e prisioneiros. Não foi citado novamente depois disso e nem estava entre os oficiais mortos por Estútias em 536.